# Nymphidius Sabinus
Pour les articles homonymes, voir Sabinus.
Caius Nymphidius Sabinus, (vers 35 - 68) est préfet du prétoire de 65 jusqu'à sa mort en 68, pendant le règne de Galba. Il partage ce poste avec Tigellin, dont il avait remplacé le collègue Faenius Rufus.

## Biographie

### Famille

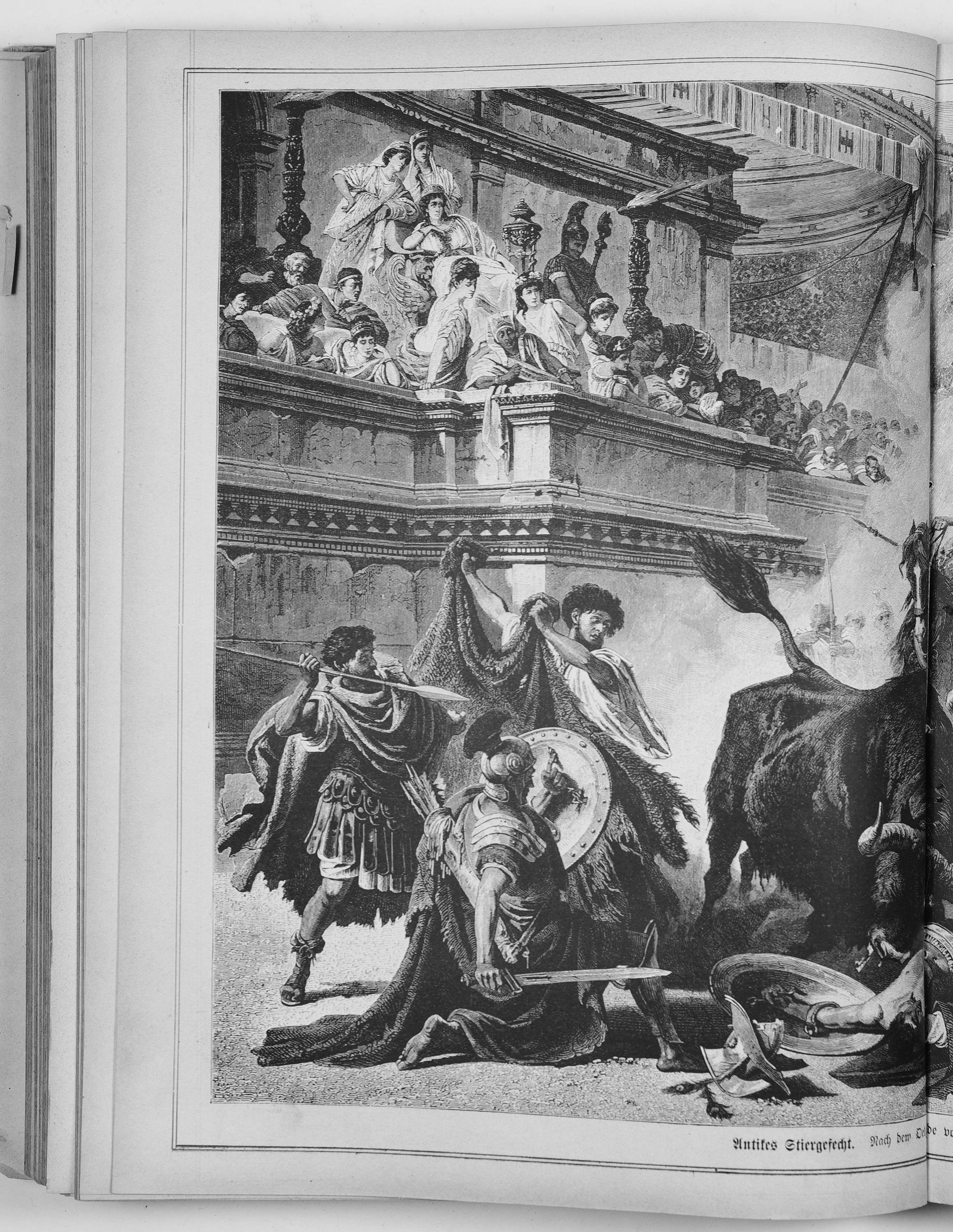
Gladiateurs affrontant un taureau, gravure allemande, Die Gartenlaube, 1878.

Il est le fils de Nymphidia, fille de Calliste, affranchie de l'empereur Caligula ; intriguant contre Galba, Sabinus fait courir le bruit qu'il est le fils de Caligula, mais Plutarque pense que le père de Nymphidius Sabinus était un gladiateur nommé Martianus.

### Carrière
Après la conjuration de Pison contre Néron, de nombreuses exécutions s'ensuivent, dont celle de Faenius Rufus, ancien préfet du prétoire, ce qui permet à Nymphidius de s'élever dans l'échelle du pouvoir en accédant à cette fonction et en devenant le nouveau confrère de Tigellin à la préfecture du prétoire. Avant cette élévation, Nymphidius était tribun d'une des cohortes prétoriennes.

### Révolte de Vindex et de Galba
En mars 68, Vindex, gouverneur de Gaule lyonnaise, appelle dans un discours à la révolte contre Néron, bien vite rejoint par Galba, alors proconsul de Tarraconaise, puis Othon, propréteur de Lusitanie. Selon les auteurs anciens, Néron reste confiant face à cette révolte. En effet, Vindex ne dispose pas d'armée et Galba a été déclaré ennemi public par le Sénat. De plus, Néron parvient à créer une légion, la Legio I Adiutrix, et à en déplacer une autre, la Legio I Italica, en vue de combats futurs. Mais au même moment, Clodius Macer, propréteur en Afrique, se révolte lui aussi et bloque l'approvisionnement en blé de Rome. De plus, Galba, grâce à ses relations, parvient à correspondre avec Nymphidius Sabinus secrètement par lettres interposées et à le rallier. Néron ne reste pas sans réagir et ordonne à Verginius Rufus de marcher avec trois légions contre Vindex. Verginius Rufus parvient en mai à vaincre Vindex lors de la bataille de Vesontio. De plus, Néron ordonne à Rubrius Gallus, à la tête de la Legio I Italica, de marcher contre Galba et Vindex, mais Rubrius Gallus trahit Néron et rejoint Galba à la fin du mois de mai. Néron nomme alors Petronius Turpilianus à la tête de l'armée qui doit affronter les partisans de Galba.
Nymphidius parvient à manipuler Néron en multipliant les mensonges et les exagérations : Galba dispose de nombreux soutiens, les prétoriens seraient prêts à l'abandonner pour proclamer Galba empereur, etc. Il profite en cela que son collègue Tigellin soit tombé malade de la phtisie, peut-être dès janvier 68, pour consolider progressivement son autorité sur les prétoriens. Le 8 juin, il fait croire aux soldats de la garde prétorienne que Néron a fui Rome et que Galba leur promet un donativum de 7500 deniers s'ils le proclament empereur, ce qui entraîne leur ralliement à Galba; lorsque Néron apprend la trahison des prétoriens, il fuit Rome dans la nuit et se réfugie dans la maison de Phaon, son affranchi, près de Rome. Le 9 juin, Galba est proclamé empereur par le Sénat tandis que Néron est déclaré ennemi public, ce qui entraîne son suicide quelques heures après.

### Tentative d'usurpation
La tentative d'usurpation de Sabinus est décrite en détail par Plutarque ; son récit permet de combler la perte de Tacite et le silence de Suétone.

Après la mort de Néron, le sénat décerne à Nymphidius le titre de benefactor patria (bienfaiteur de la patrie) et ordonne que tous les actes publics seraient faits avec son nom et qu'il aurait seul le droit de les ratifier. Honneurs qui ont, selon Plutarque, rendu Nymphidius odieux et redoutable, même envers ses partisans. Il ordonne à Tigellin de déposer son épée, ce qui signifie qu'il prend sa retraite et abandonne sa charge de préfet du prétoire ; il flatte le peuple, en livrant à la foule certains proches de Néron (par exemple Spicillus, un gladiateur, est écrasé au milieu du forum, ou encore le délateur Aponius, lui aussi étendu à terre puis écrasé par des voitures chargées de pierres), ces excès furent cependant critiqués par les sénateurs. De fait, Nymphidius semble avoir dirigé Rome de facto de juin à juillet 68. Dans le même temps, il répand le bruit qu'il serait le fils illégitime de Caligula. 
Comme il s'attribuait à lui seul la mort de Néron, il ne se croyait pas assez récompensé par les honneurs et par les richesses dont il était comblé : non content de faire servir à ses plaisirs infâmes ce Sporus que Néron avait aimé, et que Nymphidius prit au pied même du bûcher où le corps de ce prince brûlait encore, qu'il eut dans sa maison comme sa femme, et à qui il fit prendre le nom de Poppaea, il aspirait encore à l'empire, faisait à Rome des intrigues secrètes avec ses amis, secondé par des femmes et par des hommes consulaires qui s'étaient attachés à lui : il envoya aussi en Espagne Gellianus, un de ses amis, pour observer Galba et examiner tout ce qui s'y passait.
Nymphidius, apprenant après le retour de son ami Gellianus que Galba se méfiait de Gellianus et que le princeps était entouré d'hommes ambitieux, décide d'essayer de réduire l'emprise que Titus Vinnius avait sur Galba. Il rassemble tous les tribuns des cohortes prétoriennes et leur déclare que Galba, étant un vieillard, était inapte à être conseillé par les ambitieux Vinnius et Cornelius Labeo, mais les officiers refusent de donner des conseils à Galba sur la manière de quels amis il devait garder ou rejeter.
Ayant échoué, Nymphidius essaie de faire avec Galba ce qu'il avait fait avec Néron, c'est-à-dire lui donner des informations tronquées sur l'instabilité politique de Rome ou de l'Empire. Mais constatant que Galba ne tenait aucun compte de tous ses avis et n'y faisait aucune confiance, il résout de le prévenir et décide de se proclamer empereur. Seulement, un des tribuns d'une cohorte prétorienne, Antonius Honoratus, fait un discours aux prétoriens qui les exhorte à ne pas suivre Nymphidius dans ses prétentions. Cet avis est ensuite suivi par la plupart des prétoriens et Nymphidius est tué, massacré dans la tente d'un soldat peu de temps après. Après avoir été informé de sa mort, Galba ordonna de tuer tous les conjurés qui ne s'étaient pas suicidés après l'échec de la conspiration ; parmi eux figuraient Ciconius Varron et Mithridate II.
L'importance de Nymphidius ne vient pas seulement du rôle essentiel qu'il a joué dans la chute de Néron, elle démontre aussi à quelle hauteur pouvaient s'élever de leur propre initiative même des hommes de basse extraction, ainsi que l'importance majeure de la loyauté des prétoriens pour la succession impériale au cours de cette tumultueuse Année des quatre empereurs qui suit la mort de Néron.